# Bruno Cadoré
Bruno Cadoré, O.P. (Le Creusot, 14 april 1954) is een Frans rooms-katholiek priester. Van sept. 2010 tot juli 2019 was hij magister-generaal van de dominicanen.
Voor zijn intrede in het dominicaner noviciaat in 1979 was Cadoré arts met als specialisatie bio-ethiek. In 1980 werd hij volledig toegelaten tot de orde. Op 28 september 1986 volgde in Rijsel zijn priesterwijding. Hij studeerde moraaltheologie en promoveerde in 1992. Hij werd hoofd van de ordeprovincie Frankrijk en op 5 september 2010 werd hij door het generaalkapittel van de orde gekozen tot Magister Ordinis, leider van de dominicanen. Op 13 juli 2019 werd hij in die functie opgevolgd door de Filipijn Gerard Francisco Parco Timoner III.
Als magister-generaal werd hij ex officio ook grootkanselier van de Pauselijke Universiteit Sint Thomas van Aquino.
- Biblioteca Nacional de España: XX5839121
- Bibliothèque nationale de France: cb14519462m (data)
- Gemeinsame Normdatei: 141115009
- International Standard Name Identifier: 0000 0000 7779 898X
- Library of Congress Control Number: no98063219
- Nationale Bibliotheek van Tsjechië: pna20211119536
- Nationale Bibliotheek van Israël: 987007364953405171
- Istituto Centrale per il Catalogo Unico: TO0V498324
- Système universitaire de documentation: 113400098
- Virtual International Authority File: 69163809
- WorldCat: E39PBJf8thhwYJPRgbmCVCcpT3